# Phot
Le phot (symbole ph) est l'unité CGS d'éclairement lumineux, :
1 ph = 1 cd sr cm−2 = 1 lm cm−2 = 104 lm m−2 = 104 lx
avec :
- cd : candela (unité SI d'intensité lumineuse) ;
- sr : stéradian (unité SI d'angle solide) ;
- m : mètre (unité SI de longueur) ;
- lm : lumen (unité SI de flux lumineux) ;
- lx : lux (unité SI d'éclairement lumineux).